# Trecchina
Trecchina är en ort och kommun i provinsen Potenza i regionen Basilicata i Italien. Kommunen hade 2 297 invånare (2017).